# Plagiopylea
Plagiopylea es un pequeño grupo de protistas del filo Ciliophora que incluye unas pocas especies comunes en hábitats anaerobios. Los cilios corporales son densos y se originan en monocinétidas de ultraestructura única. La cavidad bocal presenta una o dos filas de dicinétidas y toma la forma de surco, con un tubo profundo alineado con los cilios orales que conducen a la boca. El grupo fue introducido por Small y Lynn en 1985 como una subclase de Oligohymenophorea. Desde entonces tienden a ser tratados como una clase independiente, posiblemente relacionada con Colpodea.